# Liste des matchs de l'équipe de Birmanie de football par adversaire
Cette liste présente les matchs de l'équipe de Birmanie de football par adversaire.

- Haut – A
- B
- C
- D
- E
- F
- G
- H
- I
- J
- K
- L
- M
- N
- O
- P
- Q
- R
- S
- T
- U
- V
- W
- X
- Y
- Z

## A

### Allemagne de l'Est
Confrontations entre l'équipe d'Allemagne de l'Est de football et l'équipe de Birmanie de football
| Date             | Lieu    | Match          | Score | Compétition  |
| 17 décembre 1963 | Rangoun | Birmanie - RDA | 1-5   | Match amical |

#### Bilan
- Total de matchs disputés : 1
- Victoires de la RDA : 1
- Matchs nuls : 0
- Victoires de la Birmanie : 0

### Australie
Confrontations entre l'Australie et la Birmanie :
| Date         | Lieu    | Match                | Score | Compétition  |
| 14 juin 1975 | Jakarta | Birmanie - Australie | 2-1   | Match amical |

#### Bilan
- Total de matchs disputés : 1
- Victoires de l'équipe d'Australie : 0
- Victoires de l'équipe de Birmanie : 1
- Match nul : 0

## B

### Brunei

#### Confrontations
Confrontations entre Brunei et la Birmanie, :
|   | Date             | Lieu       | Match             | Score | Compétition                                                  |
| - | ---------------- | ---------- | ----------------- | ----- | ------------------------------------------------------------ |
| 1 | 29 mai 1983      | Singapour  | Birmanie - Brunei | 1-2   | Jeux d'Asie du Sud-Est de 1983 (gr. B)                       |
| 2 | 15 juin 1993     | Singapour  | Birmanie - Brunei | 6-0   | Jeux d'Asie du Sud-Est de 1993 (gr. A)                       |
| 3 | 10 décembre 1995 | Chiang Mai | Birmanie - Brunei | 2-0   | Jeux d'Asie du Sud-Est de 1995 (gr. B)                       |
| 4 | 9 octobre 1997   | Jakarta    | Birmanie - Brunei | 6-1   | Jeux d'Asie du Sud-Est de 1997 (gr. B)                       |
| 5 | 14 mars 1998     | Rangoun    | Birmanie - Brunei | 4-1   | Tiger Cup 1998 (qualifications)                              |
| 6 | 23 mars 2003     | Malé       | Birmanie - Brunei | 5-0   | Tour préliminaire à la Coupe d'Asie des nations 2004 (gr. A) |
| 7 | 5 octobre 2012   | Rangoun    | Birmanie - Brunei | 1-0   | AFF Suzuki Cup 2012 (tour préliminaire)                      |
| 8 | 16 octobre 2014  | Vientiane  | Brunei - Birmanie | 1-3   | AFF Suzuki Cup 2014 (tour préliminaire)                      |

#### Bilan
Au 1er avril 2019 :
- Total de matchs disputés : 8
- Victoires de Brunei : 1
- Match nul : 0
- Victoires de la Birmanie : 7
- Total de buts marqués par Brunei : 5
- Total de buts marqués par la Birmanie : 28

## C

### Cambodge
Confrontations entre le Cambodge et la Birmanie :
| Date              | Lieu         | Match               | Score | Compétition                                  |
| 3 septembre 1957  | Kuala Lumpur | Birmanie - Cambodge | 2-0   |                                              |
| 11 décembre 1961  | Rangoun      | Birmanie- Cambodge  | 4-0   |                                              |
| 16 novembre 1967  | Rangoun      | Birmanie- Cambodge  | 1-0   |                                              |
| 13 décembre 1970  | Bangkok      | Birmanie - Cambodge | 2-1   |                                              |
| 14 juin 1971      | Jakarta      | Birmanie - Cambodge | 8-0   |                                              |
| 20 juin 1972      | Jakarta      | Cambodge - Birmanie | 3-0   |                                              |
| 30 septembre 1973 | Séoul        | Cambodge - Birmanie | 0-0   |                                              |
| 20 mai 1974       | Séoul        | Birmanie - Cambodge | 6-0   |                                              |
| 5 septembre 1996  | Singapour    | Birmanie - Cambodge | 5-0   |                                              |
| 14 octobre 1997   | Jakarta      | Cambodge - Birmanie | 3-1   |                                              |
| 19 décembre 2002  | Jakarta      | Birmanie - Cambodge | 5-0   |                                              |
| 22 août 2008      | Jakarta      | Birmanie - Cambodge | 7-1   |                                              |
| 9 décembre 2008   | Soreang      | Birmanie - Cambodge | 3-2   |                                              |
| 30 avril 2009     | Dacca        | Birmanie - Cambodge | 1-0   |                                              |
| 11 octobre 2012   | Rangoun      | Birmanie - Cambodge | 3-0   | Qualifications pour l'AFF Suzuki Cup 2012    |
| 18 octobre 2014   | Vientiane    | Cambodge - Birmanie | 0-1   | Qualifications pour l'AFF Suzuki Cup 2014    |
| 5 juin 2015       | Nonthaburi   | Cambodge - Birmanie | 1-0   | Match amical                                 |
| 23 novembre 2016  | Rangoun      | Birmanie - Cambodge | 3-1   | 1er tour (groupe B) de l'AFF Suzuki Cup 2016 |
| 9 novembre 2017   | Phnom Penh   | Cambodge - Birmanie | 1-2   | Match amical                                 |

#### Bilan
Total de matchs disputés : 19
- Victoires de l'équipe de Birmanie : 15
- Matchs nuls : 1
- Victoire de l'équipe du Cambodge : 3

### Corée du Sud

#### Confrontations
Confrontations entre le Corée du Sud et la Birmanie :
|   | Date             | Lieu         | Match                   | Score | Compétition                                         |
| - | ---------------- | ------------ | ----------------------- | ----- | --------------------------------------------------- |
| 1 | 4 janvier 1976   | Bangkok      | Corée du Sud - Bimanie  | 1-0   | Match amical                                        |
| 2 | 30 octobre 1980  | Kuala Lumpur | Corée du Sud - Birmanie | 1-1   | Match amical                                        |
| 3 | 16 juin 2015     | Bangkok      | Birmanie - Corée du Sud | 0-2   | Éliminatoires de la Coupe du monde de football 2018 |
| 4 | 12 novembre 2015 | Suwon        | Corée du Sud - Birmanie | 4-0   | Éliminatoires de la Coupe du monde de football 2018 |

#### Bilan
- Total de matchs disputés : 4
- Victoires de i'équipe de Birmanie : 1
- Matchs nuls : 1
- Victoires de l'équipe de Corée du Sud : 8

## E

### Émirats arabes unis

#### Confrontations
Confrontations entre les Émirats arabes unis et la Birmanie :
|   | Date           | Lieu      | Match                          | Score | Compétition                     |
| - | -------------- | --------- | ------------------------------ | ----- | ------------------------------- |
| 1 | 5 octobre 1994 | Hiroshima | Émirats arabes unis - Birmanie | 2-0   | Jeux asiatiques de 1994 (gr. D) |
| 2 | 28 août 2015   | Abou Dabi | Émirats arabes unis - Birmanie | 1-0   | Match amical                    |

#### Bilan
Au 12 avril 2019 :
- Total de matchs disputés : 2
- Victoires des Émirats arabes unis : 2
- Matchs nuls : 0
- Victoires de la Birmanie : 0
- Total de buts marqués par les Émirats arabes unis : 3
- Total de buts marqués par la Birmanie : 0

## J

### Japon
Confrontations entre la Birmanie et le Japon :
| Date              | Lieu         | Match            | Score | Compétition  |
| 15 septembre 1962 | Kuala Lumpur | Japon - Birmanie | 1-3   | Match amical |
| 23 mars 1965      | Rangoun      | Birmanie - Japon | 1-1   | Match amical |
| 14 décembre 1970  | Bangkok      | Japon - Birmanie | 2-1   | Match amical |
| 14 août 1975      | Kuala Lumpur | Japon - Birmanie | 2-0   | Match amical |
| 13 août 1976      | Kuala Lumpur | Japon - Birmanie | 2-2   | Match amical |
| 1er juillet 1979  | Kuala Lumpur | Japon - Birmanie | 1-0   | Match amical |
| 9 octobre 1994    | Hiroshima    | Japon - Birmanie | 5-0   | Match amical |

Bilan
Total de matchs disputés : 7
- Victoires de l'équipe du Japon : 4
- Matchs nuls : 2
- Victoire de l'équipe de Birmanie : 1

## K

### Kirghizistan

#### Confrontations
Confrontations entre la Birmanie et le Kirghizistan :
|   | Date            | Lieu    | Match                   | Score | Compétition                                                           |
| - | --------------- | ------- | ----------------------- | ----- | --------------------------------------------------------------------- |
| 1 | 23 mai 2014     | Addu    | Kirghizistan - Birmanie | 1-0   | AFC Challenge Cup 2014 (gr. A)                                        |
| 2 | 10 octobre 2017 | Rangoun | Birmanie - Kirghizistan | 2-2   | Éliminatoires de la Coupe d'Asie des nations 2019                     |
| 3 | 23 mars 2018    | Incheon | Kirghizistan - Birmanie | 5-1   | Éliminatoires de la Coupe d'Asie des nations 2019                     |
| 4 | 10 octobre 2019 | Bichkek | Kirghizistan - Birmanie | 7-0   | Éliminatoires de la Coupe d'Asie des nations 2023 (2e tour - gr. F)   |
| 5 | 11 juin 2021    | Osaka   | Birmanie - Kirghizistan | 1-8   | Éliminatoires de la Coupe du monde de football 2022 (2e tour - gr. F) |

#### Bilan
Au 26 juin 2023 :
- Total de matchs disputés : 5
- Victoires de la Birmanie : 1
- Matchs nuls : 1
- Victoires du Kirghizistan : 11
- Total de buts marqués par la Birmanie : 4
- Total de buts marqués par le Kirghizistan : 23

## M

### Macao

#### Confrontations
Confrontations entre Macao et la Birmanie :
|   | Date              | Lieu    | Match            | Score | Compétition                                                 |
| - | ----------------- | ------- | ---------------- | ----- | ----------------------------------------------------------- |
| 1 | 26 avril 2009     | Dacca   | Macao - Birmanie | 0-4   | AFC Challenge Cup 2010 (qualification - gr. A)              |
| 2 | 13 septembre 2017 | Macao   | Macao - Birmanie | 0-4   | Éliminatoires de la Coupe d'Asie des nations 2019 (3e tour) |
| 3 | 27 mars 2018      | Rangoun | Birmanie - Macao | 1-0   | Éliminatoires de la Coupe d'Asie des nations 2019 (3e tour) |

#### Bilan
Au 9 avril 2019 :
- Total de matchs disputés : 3
- Victoires de Macao : 0
- Matchs nuls : 0
- Victoires de la Birmanie : 3
- Total de buts marqués par Macao : 0
- Total de buts marqués par la Birmanie : 9

### Maldives

#### Confrontations
Confrontations entre les Maldives et la Birmanie :
|   | Date             | Lieu      | Match               | Score | Compétition                                                  |
| - | ---------------- | --------- | ------------------- | ----- | ------------------------------------------------------------ |
| 1 | 1er juillet 1996 | Bangkok   | Birmanie - Maldives | 3-1   | Tour préliminaire à la Coupe d'Asie des nations 1996 (gr. 3) |
| 2 | 9 juillet 1996   | Singapour | Birmanie - Maldives | 4-1   | Tour préliminaire à la Coupe d'Asie des nations 1996 (gr. 3) |
| 3 | 25 mars 2003     | Malé      | Maldives - Birmanie | 0-2   | Tour préliminaire à la Coupe d'Asie des nations 2004 (gr. A) |
| 4 | 19 mai 2014      | Malé      | Maldives - Birmanie | 2-3   | AFC Challenge Cup 2014 (gr. A)                               |

#### Bilan
Au 6 avril 2019 :
- Total de matchs disputés : 4
- Victoires des Maldives : 0
- Matchs nuls : 0
- Victoires de la Birmanie : 4
- Total de buts marqués par les Maldives : 4
- Total de buts marqués par la Birmanie : 12

## R

### Russie
Confrontations entre l'équipe de Russie de football et l'équipe de Birmanie de football
| Date         | Lieu                            | Match           | Score | Compétition      |
| 28 août 1972 | Ratisbonne Allemagne de l'Ouest | Birmanie - URSS | 0-1   | JO 1972 (Munich) |

#### Bilan
- Total de matchs disputés : 1
- Victoires de l'équipe de Russie : 1
- Victoires de l'équipe de Birmanie : 0
- Matchs nuls : 0

## T

### Timor oriental

#### Confrontations
Confrontations entre la Birmanie et le Timor oriental :
|   | Date             | Lieu         | Match                     | Score | Compétition                             |
| - | ---------------- | ------------ | ------------------------- | ----- | --------------------------------------- |
| 1 | 16 décembre 2004 | Kuala Lumpur | Birmanie - Timor oriental | 3-1   | Tiger Cup 2004 (en) (gr. B)             |
| 2 | 7 octobre 2012   | Rangoun      | Birmanie - Timor oriental | 2-1   | AFF Suzuki Cup 2012 (tour préliminaire) |
| 3 | 14 octobre 2014  | Vientiane    | Birmanie - Timor oriental | 0-0   | AFF Suzuki Cup 2014 (tour préliminaire) |

#### Bilan
Au 11 avril 2019 :
- Total de matchs disputés : 3
- Victoires de la Birmanie : 2
- Match nul : 1
- Victoires du Timor oriental : 0
- Total de buts marqués par la Birmanie : 5
- Total de buts marqués par le Timor oriental : 2